# Comuna Serhiivka, Novotroiițke
Serhiivka (în ucraineană Сергіївка) este o comună în raionul Novotroiițke, regiunea Herson, Ucraina, formată din satele Serhiivka (reședința) și Voznesenka.

## Demografie
Componența lingvistică a comunei Serhiivka
     Ucraineană (95,69%)
     Rusă (4,14%)
     Alte limbi (0,08%)
Conform recensământului din 2001, majoritatea populației comunei Serhiivka era vorbitoare de ucraineană (95,69%), existând în minoritate și vorbitori de rusă (4,14%).